# Neobrocha
Neobrocha är ett släkte av fjärilar. Neobrocha ingår i familjen björnspinnare.
Kladogram enligt Catalogue of Life:
| Neobrocha | \| \| Neobrocha adoxa \| \| \| \| \| \| Neobrocha phaeocyma \| \| \| \| \| \| Neobrocha phaeocyra \| \| \| \| |
|           | \| \| Neobrocha adoxa \| \| \| \| \| \| Neobrocha phaeocyma \| \| \| \| \| \| Neobrocha phaeocyra \| \| \| \| |
|           | Neobrocha adoxa                                                                                               |
|           | |
|           | Neobrocha phaeocyma                                                                                           |
|           | |
|           | Neobrocha phaeocyra                                                                                           |
|           | |